# Płyta birmańska

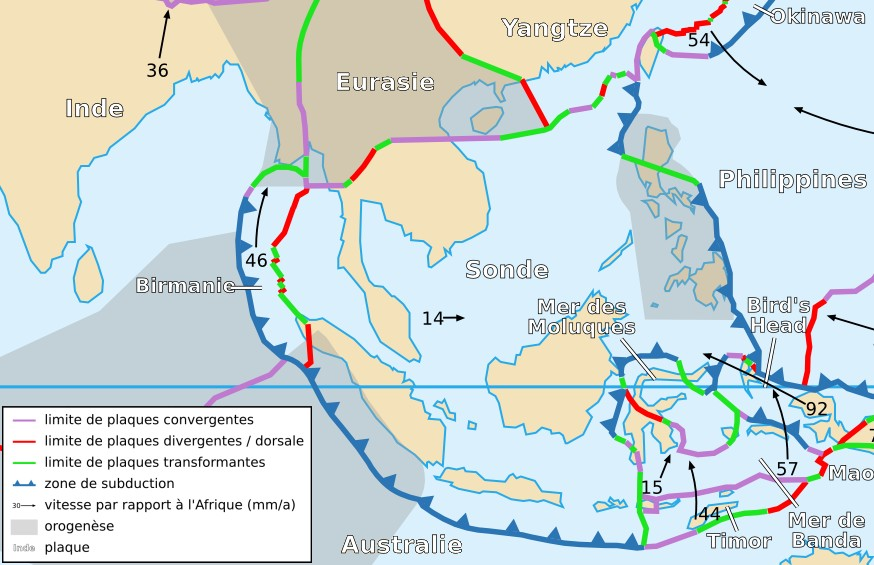
Płyta birmańska, leżąca pomiędzy płytą indyjską a płytą sundajską

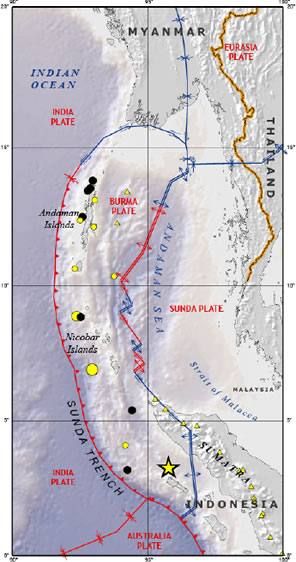
Płyta birmańska, widoczne granice z płytą indyjską i sundajską

Płyta birmańska – niewielka płyta tektoniczna, położona w Azji Południowo-Wschodniej, uznawana za część większej płyty euroazjatyckiej. Na tej płycie położone są wyspy Andamany, Nikobary oraz północno-zachodnia część Sumatry. 
Na wschód od niej leży płyta sundajska, od której oddzielona jest strefą ryftową i uskokami transformacyjnymi (rozbieżna granica płyt tektonicznych). Na zachód znajduje się płyta indoaustralijska (płyta indyjska).
26 grudnia 2004 na granicy między płytą birmańską i indoaustralijską nastąpiło przesunięcie na odcinku o długości blisko 1200 km. Przesunięcie pionowe na granicznym uskoku tektonicznym wyniosło około 15 metrów. Trzęsienie ziemi, którego magnituda osiągnęła 9,0 stopni, wywołało przesunięcie znacznego obszaru dna oceanicznego oraz fale tsunami, które zabiły ponad 150 tys. osób na wybrzeżach Oceanu Indyjskiego.
Według teorii tektoniki płyt w strefie subdukcji uformował się Rów Sundajski, w którym płyta indoaustralijska zanurza się pod płytę birmańską. 